# Ајван Тони
Ајван Бењамин Елијах Тони (енгл. Ivan Benjamin Elijah Toney; рођен 16. марта 1996.) је енглески професионални фудбалер који игра као нападач за клуб Брентфорд из Премијер лиге.
Тони је постао најмлађи играч који је представљао Нортемптон Таун када је дебитовао за први тим 2012. и постигао 13 голова у 60 мечева у свим такмичењима пре него што се придружио Њукасл јунајтеду 2015. године. У својој првој сезони у Њукаслу, имао је две узастопне позајмице са Барнслијем, освојивши Трофеј фудбалске лиге и плеј-оф Лиге 1. Наредне две године провео је на позајмици у Лиги 1 са Шрусбери Тауном, Сканторп јунајтедом и Виган Атлетиком.
Године 2018, Тони се трајно придружио Питерборо јунајтеду уз неоткривену накнаду, где је проглашен за најбољег стрелца Лиге 1 и за играча сезоне 2019–20. Затим је потписао за Брентфорд, који је тада био у ЕФЛ шампионату, где је његов рекордних 31 гол постигнут током кампање 2020–21 помогао клубу да се пласира у Премијер лигу.

## Клупска каријера

### Нортхемптон таун
Рођен у Нортемптону, Тони је започео каријеру у свом родном клубу Нортемптон Тауну. Дебитовао је за први тим 13. новембра 2012, у ремију 3-3 у првом колу ФА купа у гостима код Бредфорд Ситија; ушао је на крају регуларног времена уместо Луиса Вилсона пошто је његов тим на крају изгубио са 4–2 у извођењу пенала. Са 16 година постао је најмлађи играч првог тима у историји клуба. Следећег дана постигао је четири гола у ФА омладинском купу, у победи од 5-0 над Јорк Ситијем. Његово једино друго појављивање у тиму за дан утакмице те сезоне било је 17. новембра, након што је остао неискоришћен у победи у Лиги 2 резултатом 3–1 код куће против Викомб Вондерерса.
Тони је направио свој први старт 28. септембра 2013. у ремију без голова код куће против Морекамб, дајући место Бену Тозеру после 74 минута. Његови први професионални голови постигнути су 26. априла 2014, постигавши два у првом полувремену победе од 3-0 у гостима против Дагенхема и Редбриџа, а други је био маказицама. Дана 3. маја је постигао погодак главом када је Нортемптон победио Оксфорд јунајтед са 3–1 на свом терену да би избегао испадање у Премијер конференцију последњег дана сезоне.
Дана 12. августа 2014, Тони је постигао погодак главом у победи од 3-2 у гостима против тима Вулверхемптон Вондерерса из Чемпионшипа у првом колу Лига купа. Његови први голови у сезони лиге стигли су 20. септембра; као замена за Лавсона Д'Атха, постигао је два гола у домаћем такмичењу против Акрингтон Стенлиja, али је његов тим ипак изгубио 5–4. Недељу дана касније, његов ударац главом био је једини погодак у победи на гостовању Морекамбеу. Тони је добио први црвени картон у каријери 26. децембра у поразу код куће од Берија резултатом 3-2, отпуштен је због борбе са гостујућим дефанзивцем Хејденом Вајтом. 
У новембру 2014. Тони је био близу трансфера у Вулверхемптон Вондерерс, који је пропао због неоткривеног медицинског проблема.

### Њукасл јунајтед
После 13 голова у 60 наступа за Нортемптон у свим такмичењима, Тони је 6. августа 2015. потписао дугорочни уговор за клуб из Премијер лиге Њукасл јунајтед за неоткривену цену. Дебитовао је 25. августа у другом колу Лига купа, заменивши Масадија Хајдару у последњих 12 минута домаће победе од 4-1 над својим бившим тимом. Дана 26. септембра одиграо је прву лигашку утакмицу за Њукасл, као замена у 85. минуту за Александра Митровића у ремију 2–2 код куће против Челсија.

#### Позајмице
Дана 9. новембра 2015, Тони се придружио Барнслију из прве лиге на 28-дневну позајмицу за младе. Следећег дана је дебитовао у северном четвртфиналу Трофеја фудбалске лиге, почевши од 2-1 домаће победе над Јорком. Дана 5. децембра је постигао свој први гол за Барнсли на гостовању Вигану Атлетику у следећем колу Трофеја, главом у нерешеном резултату 2–2, а такође је претворио свој покушај пошто су победили у следећој извођењу пенала. Недељу дана касније, постигао је свој први првенствени гол за клуб, одлучујући победу од 3-2 на гостовању Колчестер јунајтеду ударцем главом након центаршута Марлија Ваткинса.
Дана 24. марта 2016, Тони се вратио у Барнсли на позајмицу до краја сезоне. Дана 3. априла, у финалу трофеја Фудбалске лиге 2016. против Оксфорд јунајтеда на стадиону Вембли, ушао је као замена у 65. минуту за најбољег стрелца Сема Винала. Извео је ударац који се одбио за Ешли Флечер и довео Барнсли у вођство од 2–1, а они су на крају победили са 3–2. Барнсли је изборио унапређење победом над Милволом резултатом 3–1 на истом терену 29. маја; Тони је заменио Флечера последњих девет минута.
Следеће сезоне, Тони се придружио клубу прве лиге Шрусбери Таун 8. августа 2016. на полусезонску позајмицу. Постигао је свој први гол за клуб, реализујући једанаестерац након што га је фаулирао Чарлс Дан, у победи од Олдхам Атлетика резултатом 3–2 3. септембра, а додао је још недељу дана касније и изједначио резултатом 1–1. далеко у Бури. Дана 24. септембра је искључен у ремију 1-1 на гостовању АФЦ Вимблдону због касног изазова против противничког голмана Џејмса Шија.
Након што је постигао 7 голова у 26 наступа у свим такмичењима за Шрузбери, Тони је 12. јануара 2017. позајмљен другом клубу из прве лиге Сканторп јунајтеду за остатак сезоне 2016–17. Два дана касније дебитовао је за Ајрон, заменивши Кевина ван Вена у последњих десет минута победе од 2–1 по повратку у Нортемптон. Дана 28. јануара је први пут почео и постигао гол у победи на домаћем терену над Порт Вејлом резултатом 3–2, чиме је Сканторп био на првом месту.
Дана 2. августа 2017, Тони се вратио у Лигу један, придруживши се Виган Атлетику за предстојећу сезону. Дебитовао је три дана касније, почевши од почетка кампање победом од 1:0 у гостима против Милтон Кејнс Донса. Његов први гол за свој нови тим постигао је 19. августа, чиме је победио Олдхам Атлетик резултатом 2-0. Међутим, његов посао је прекинут, пошто се вратио у Њукасл 10. јануара 2018.
Тони је поново потписао уговор на позајмици за Сканторп јунајтед 11. јануара 2018. Постигао је свој први гол назад у дресу Сканторпа 3. фебруара 2018. године, у победи од 3–2 у гостима над Флитвуд Тауном.

### Питерборо јунајтед
Тони је 9. августа 2018. потписао за клуб из Лиге 1 Питерборо јунајтед уз дугорочни уговор за неоткривену накнаду, коју неки извори наводе као 650.000 фунти. Дебитовао је два дана касније у победи од 4-1 у Рочдејлу као замена у 72. минуту за Џејсона Камингса са два гола. Дана 8. септембра, ушао је у игру за истог играча, постигао је свој први гол у победи са 3–2 наСаутенд јунајтеду.
Постигао је хет-трик 11. децембра у нерешеном резултату 4-4 у репризи другог кола ФА купа на гостовању Бредфорд Ситију – почевши слободним ударцем са близине половине линије – али је промашио у следећој извођењу пенала, иако је његов тим ипак победио. Осамнаест дана касније забележио је још једну тројку у победи од 4-0 на Акрингтон Стенлију. Дана 23. фебруара 2019, Тони је искључен у првих пола сата пораза код куће резултатом 2-1 од бившег тима Шрузберија, због држања лопте на гол-линији.
Тони је сезону 2019–20 почео са седам голова у првих седам лигашких утакмица, а завршио је хет-триком у победи на домаћем терену над Рочдејлом резултатом 6–0 14. септембра. Следећег месеца је замолио да се песма коју певају обожаваоци Питербороа о величини његових гениталија да се промени како би била погоднија за породицу.
Тони је постигао девет голова у последњих седам утакмица пре него што је сезона прекинута у марту 2020. због пандемије ЦОВИД-19. Био је проглашен за играча сезоне на додели ЕФЛ награда.

### Брентфорд
Тони је 31. августа 2020. завршио лекарски преглед и потписао петогодишњи уговор за Чемпионшип клуб Брентфорд. Пријављено је да је накнада око 5 милиона фунти и око 10 милиона фунти са додацима, што је рекордна накнада за трансфер Питербороа. Међу осталим клубовима који су га желели је премијерлигаш Тотенхем Хотспур, али само као резерва Харију Кејну. Постигао је свој први гол за Брентфорд, пенал, у ремију 1–1 са Милволом 26. септембра; у свакој од своје наредне три утакмице постигао је два гола.
Тони је 20. јануара 2021. асистирао код јединог гола у победи домаћина над Лутон Тауном, пре него што је отпуштен у додатном времену због свађе са Томом Локјером. Десет дана касније, допринео је хет-трику у победи од 7-2 над Викомб Вондерерсима, такође на стадиону Брентфорд Комјунити. У априлу је номинован за најбољег играча у ЕФЛ шампионату.
Тони је 8. маја 2021. постигао свој 31. лигашки гол у сезони против Бристол Ситија, постављајући нови рекорд шампионата по броју голова постигнутих у једној сезони. Три недеље касније, постигао је гол у победи од 2:0 над Свонси Ситијем у финалу плеј-офа ЕФЛ шампионата 2021.
Док је био у Брентфорду, клуб је престао да клечи против расизма; Тони је рекао да се играчи "користе као марионете" да направе гест док се друштво није променило. Такође се суочио са расистичким злостављањем на мрежи током сезоне. Након одлуке Брентфорда да клече за сезону Премијер лиге 2020–21, заједно са осталих 19 клубова, Тони је рекао да се неће придружити својим колегама и да ће наставити да стоји.
Тони је 13. августа 2021. почео и одиграо целу утакмицу у Брентфордовој првој утакмици Премијер лиге, где су победили Арсенал резултатом 2–0. Тони је 5. марта 2022. постигао први хет-трик Брентфорда у Премијер лиги у виталној победи од 3–1 у гостима над Норвич Ситијем. Тони је 3. септембра 2022. постигао свој други хет-трик у Премијер лиги у победи на домаћем терену над Лидс јунајтедом резултатом 5–2; његов први гол био је 50. за клуб, док су други и трећи гол били први изван казненог простора од када је прешао у Брентфорд.

## Међународна каријера
У марту 2021. објављено је да ће Тони бити позван у репрезентацију Јамајке, као део плана Јамајчанске фудбалске федерације да намерно циља број играча рођених у Енглеској за позиве како би се повећале шансе нације да се квалификује за Светско првенство у фудбалу 2022. Председник Фудбалског савеза Јамајке Мајкл Рикетс изјавио је да је Тони у процесу стицања јамајчанског пасоша како би играо за нацију. Упркос томе, Тони је наводно одбио позив Јамајке, јер је гајио амбицију да представља своју земљу рођења.
Тони је 15. септембра 2022. примио свој први позив у репрезентацију Енглеске за мечеве УЕФА Лиге нација против Италије и Немачке.

## Контроверзе
Дана 16. новембра 2022. откривено је да је Тонија оптужио ФА за наводна 232 кршења закона о коцкању.

## Статистика каријере
Ажурирано Утакмица одиграна 12.11.2022.
| Клуб                          | Сезона            | Лига              | Лига   | Лига   | ФА Куп | ФА Куп | Лига куп | Лига куп | Остало | Остало | Укупно | Укупно |
| Клуб                          | Сезона            | Дивизија          | Наступ | Голови | Наступ | Голови | Наступ   | Голови   | Наступ | Голови | Наступ | Голови |
| ----------------------------- | ----------------- | ----------------- | ------ | ------ | ------ | ------ | -------- | -------- | ------ | ------ | ------ | ------ |
| Нортхемптон таун              | 2012–13           | Лига два          | 0      | 0      | 1      | 0      | 0        | 0        | 0      | 0      | 1      | 0      |
| Нортхемптон таун              | 2013–14           | Лига два          | 13     | 3      | 0      | 0      | 1        | 0        | 1      | 0      | 15     | 3      |
| Нортхемптон таун              | 2014–15           | Лига два          | 40     | 8      | 2      | 1      | 1        | 1        | 1      | 0      | 44     | 10     |
| Нортхемптон таун              | Total             | Total             | 53     | 11     | 3      | 1      | 2        | 1        | 2      | 0      | 60     | 13     |
| Њукасл Јунајтед               | 2015–16           | Премијер лига     | 2      | 0      | 0      | 0      | 2        | 0        | —      | —      | 4      | 0      |
| Њукасл Јунајтед               | 2016–17           | Чемпионшип        | 0      | 0      | —      | —      | —        | —        | —      | —      | 0      | 0      |
| Њукасл Јунајтед               | Укупно            | Укупно            | 2      | 0      | 0      | 0      | 2        | 0        | —      | —      | 4      | 0      |
| Барнсли (позајмица)           | 2015–16           | Прва лига         | 15     | 1      | —      | —      | —        | —        | 6      | 1      | 21     | 2      |
| Шрузбери Таун (позајмица)     | 2016–17           | Прва лига         | 19     | 6      | 3      | 0      | 2        | 0        | 2      | 1      | 26     | 7      |
| Сканторп јунајтед (позајмица) | 2016–17           | Прва лига         | 15     | 6      | —      | —      | —        | —        | 2      | 1      | 17     | 7      |
| Виган Атлетик (позајмица)     | 2017–18           | Прва лига         | 24     | 4      | 4      | 2      | 0        | 0        | 0      | 0      | 28     | 6      |
| Сканторп јунајтед (позајмица) | 2017–18           | Прва лига         | 16     | 8      | —      | —      | —        | —        | 2      | 0      | 18     | 8      |
| Питерборо јунајтед            | 2018–19           | Прва лига         | 44     | 16     | 4      | 4      | 1        | 0        | 6      | 3      | 55     | 23     |
| Питерборо јунајтед            | 2019–20           | Прва лига         | 32     | 24     | 4      | 2      | 1        | 0        | 2      | 0      | 39     | 26     |
| Питерборо јунајтед            | Укупно            | Укупно            | 76     | 40     | 8      | 6      | 2        | 0        | 8      | 3      | 94     | 49     |
| Брентфорд                     | 2020–21           | Чемпионшип        | 45     | 31     | 0      | 0      | 4        | 0        | 3      | 2      | 52     | 33     |
| Брентфорд                     | 2021–22           | Премијер лига     | 33     | 12     | 2      | 1      | 2        | 1        | —      | —      | 37     | 14     |
| Брентфорд                     | 2022–23           | Премијер лига     | 14     | 10     | 0      | 0      | 2        | 1        | —      | —      | 16     | 11     |
| Брентфорд                     | Укупно            | Укупно            | 92     | 53     | 2      | 1      | 8        | 2        | 3      | 2      | 105    | 58     |
| Укупно у каријери             | Укупно у каријери | Укупно у каријери | 312    | 129    | 20     | 10     | 16       | 3        | 25     | 8      | 373    | 150    |

1. 1 2  Appearance in Football League Trophy
2. ↑  Three appearances and one goal in Football League Trophy, three appearances in League One play-offs
3. 1 2 3  Appearances in EFL Trophy
4. 1 2  Appearances in League One play-offs
5. ↑  Appearances in Championship play-offs

## Успеси
Барнсли
- Трофеј фудбалске лиге: 2015–16
- Плеј-оф фудбалске лиге 1: 2016

Виган атлетик
- Прва лига: 2017–18[84]

Brentford
- Плеј-оф ЕФЛ шампионата: 2021[85]

Индивидуално
- Играч године навијача Брентфорда: 2020–21.[86]
- Златна копачка ЕФЛ шампионата: 2020–21.[87]
- ЕФЛ шампионат тим сезоне: 2020–21.[88]
- Тим године ПФА ЕФЛ лиге један: 2019–20.[89]
- Тим године у ПФА ЕФЛ шампионату: 2020–21.[86]
- Најбољи играч године ЕФЛ лиге: 2019–20.[90]
- Лондонске фудбалске награде: ЕФЛ играч године: 2021.[91]
- Гол месеца у Премијер лиги: Септембар 2022.[92]